# Dorvalino Alves Maciel
Dorvalino Alves Maciel, meglio noto come Lino (San Paolo, 1º giugno 1977), è un ex calciatore brasiliano, di ruolo difensore.

## Palmarès

### Club

#### Competizioni nazionali
- Campionato portoghese: 2

Porto: 2007-2008, 2008-2009